# Rubinrot (Film)
Rubinrot ist ein deutscher Spielfilm aus dem Jahr 2013. Der Fantasyfilm basiert auf dem gleichnamigen Roman von Kerstin Gier, dem ersten Teil der Trilogie Liebe geht durch alle Zeiten. Der Film erfuhr mit Saphirblau (2014) und Smaragdgrün (2016) zwei Fortsetzungen.

## Handlung
Einen Tag vor Gwendolyn „Gwen“ Shepherds 16. Geburtstag steht wieder einmal ihre gleichaltrige Cousine Charlotte im Mittelpunkt, denn ihre Londoner aristokratische Familie sieht Charlotte seit jeher als etwas ganz Besonderes an, da ihr ein außergewöhnliches Gen vererbt worden sei. Eigentlich ist Gwen sehr froh, dass sie nichts mit diesen streng geheimen Treffen und speziellen Unterweisungen zu tun hat, doch die Zelebrierung dieses lang ersehnten Tages lässt Charlotte noch überheblicher als gewöhnlich werden. Als Charlotte plötzlich an Schwindelanfällen leidet, geraten alle in Aufruhr, und ihre Mutter geleitet sie umgehend zum mysteriösen Geheimbund. Nur Großtante Maddy teilt mit Gwen ihr geringes Wissen über die Großmeisterloge des Grafen von Saint Germain und über die erbliche Fähigkeit, in die Vergangenheit zu reisen, doch ihre Leidenschaft für Übersinnliches und Okkultes zeichnet sie nicht gerade als zuverlässige Quelle aus.
Kurz darauf wird auch Gwen schummrig vor Augen. Sie will frische Luft schnappen und stolpert dabei buchstäblich in die Zeit der letzten Jahrhundertwende. Von diesem kurz andauernden Zeitsprung erzählt sie nur ihrer besten Freundin Leslie, die schnell erkennt, dass nicht Charlotte, sondern Gwendolyn das „Zeitreise-Gen“ geerbt haben muss. Erst nach zwei weiteren unkontrollierten Zeitsprüngen wendet sich Gwen an ihre Mutter Grace, die sie umgehend in das Hauptquartier der Loge bringt.
Dort eingetroffen wird Gwen nur Misstrauen entgegengebracht. Ihre Tante, Charlottes Mutter, hält dies für einen verzweifelten Versuch, sich in den Mittelpunkt zu drängen, die Ordenswächter wiederum befürchten eine Verschwörung, da Grace vor sechzehn Jahren den vorangegangenen Zeitreisenden Lucy und Paul zur Flucht verholfen hat. Vor allem aber zeigt Gideon de Villiers, der männliche Genträger ihrer Generation, auch Diamant genannt, deutlich seine Abneigung, mit Gwendolyn zusammenzuarbeiten, da es ihr im Gegensatz zu Charlotte an Ausbildung in Geschichte, Fremdsprachen und Etikette mangelt und sie somit die ganze Operation gefährden würde. Nur Mr. George, ein ehemals enger Freund ihres verstorbenen Großvaters, und Madame Rossini, welche die authentischen Kostüme für die geplanten Zeitreisen anfertigt, begegnen ihr freundlich und verständnisvoll.
Als nun bestätigt worden ist, dass tatsächlich Gwen die letzte aller zwölf Zeitreisenden ist, der sogenannte Rubin, wird sie entgegen aller Skepsis mit der Mission und der Funktion des Chronografen, mit dem man zu genau festgelegten Zeitpunkten einige Stunden lang in die Vergangenheit reisen kann, vertraut gemacht. Wegen des Diebstahls des Chronografen müssen nun für das Zweitgerät erneut Blutproben aller bisher gelebten Genträger gesammelt werden. Doch Gideons letzte Begegnung mit einer früheren Zeitreisenden aus der vergangenen Jahrhundertwende war erfolglos, da diese nur in Gwendolyns Anwesenheit kooperieren will. Als Gideon und Gwen gemeinsam Lady Tilney im Jahre 1912 besuchen, erscheinen plötzlich Lucy und Paul, die angeblich Gwendolyn vor der Erfüllung der Prophezeiung warnen wollen. Gideon hingegen hält dies für einen Hinterhalt, überwältigt Paul und den Butler und kann schließlich mit Gwen fliehen.
Zurück im Hauptquartier, glaubt nur Gwendolyn an Lucys und Pauls Aufrichtigkeit, die Wächter hingegen sind überzeugt von einem Komplott der florentinischen Allianz, welche schon seit Jahrhunderten den Grafen von Saint Germain bekämpft. Falk de Villiers, der Großmeister der Loge, kritisiert Gwens mangelnden Gehorsam und ihre große Neugier, doch auch Gideon beginnt sich zu fragen, wofür er sein Leben riskieren soll.
Die Bekanntschaft mit dem Grafen von Saint Germain im Jahr 1782 kann Gwendolyns offene Fragen nicht klären. Der Gründer der Loge versucht sie vielmehr mithilfe von Gedankenkontrolle und Telekinese einzuschüchtern. Noch lebensbedrohlicher wird die Rückfahrt zur Loge, da ihre Kutsche im Hyde Park überfallen wird. Gideon muss nach dem Kampf anerkennen, dass sie nur durch Gwens Eigeninitiative überlebt haben, und entschließt sich letztendlich, mit ihr zusammen nach Antworten zu forschen.
Des Nachts schleichen sie sich in die Archive der Loge ein, aber die Geheimdokumente sind in der heutigen Zeit einbruchsicher verwahrt, so wenden sie sich an Mr. George, der früher Gwendolyns Großvater sehr nahestand, um mit seiner Hilfe in das Jahr 1942 zu reisen. Tatsächlich können sie zu dieser Zeit im Observatorium eine Geheimschrift über den Raben einsehen, in welcher sein Tod als Notwendigkeit zur Erfüllung der Prophezeiung vorhergesagt wird. Plötzlich stürmen Wachen herein, doch sie können nur Gideon festnehmen, Gwendolyn stürzt dabei aus der offenen Kuppel. Nachdem sie einige Zeit bewusstlos im verschneiten Innenhof gelegen hat, bewahrt sie das Erscheinen eines kleinen Jungen vor dem Erfrierungstod, denn er erinnert sie an den Schlüssel an ihrer Kette, einen Talisman von Lucy, mit dem sie ins Gebäude gelangen kann.
Wieder in der Gegenwart, wird Gwen von Dr. White gefunden, welcher Falk de Villiers holen lässt. Falk, der Kenntnis von der besagten Prophezeiung hat, versucht, lebensrettende Maßnahmen zu verhindern. Doch Gideon widersetzt sich dieser Anweisung und trägt Gwen eigenmächtig ins Arztzimmer. Als sie wieder genesen ist, verspricht er ihr, immer auf sie aufzupassen.
Am Abend des großen Schulballs, zu dem Gwendolyn von Gideon begleitet wird, entdeckt sie, dass der kleine Junge der früh verstorbene jüngere Bruder ihres Großvaters ist, und sie schlussfolgert daraus, dass ihre Fähigkeit, Geister zu sehen, die vielbesagte „Magie des Raben“ sein könnte. Beim Schulball kommt es dann zum Kuss zwischen Gideon und Gwendolyn.

## Produktionshintergrund

### Entstehung
Die Filmrechte erwarb die Produktionsfirma „schlicht und ergreifend GmbH“ zusammen mit „mem-Film“ (mind’s eye media GmbH). Katharina Schöde schrieb das Drehbuch, als Regisseur wurde Felix Fuchssteiner verpflichtet. Der Film entstand in Zusammenarbeit von Concorde Filmverleih GmbH und Tele München Fernseh Produktionsgesellschaft.

### Besetzung
Die Wahl der Hauptrollen fiel nach einem  Casting auf die Jungschauspieler Maria Ehrich als Gwendolyn, Jannis Niewöhner als Gideon und Laura Berlin als Charlotte. Des Weiteren wirken bekannte Darsteller wie Veronica Ferres, Axel Milberg, Katharina Thalbach, Kostja Ullmann und Josefine Preuß mit.

### Dreharbeiten
Der Film entstand in 42 Drehtagen vom 21. Februar bis zum 26. April 2012 in Mühlhausen/Thüringen, Eisenach, Weimar, Köln, Aachen, Jülich, Coburg, Bayreuth und London. Alle Aufnahmen entstanden on location, auf Arbeiten im Filmstudio wurde verzichtet. Die Drehorte mussten einerseits zur Londoner Architektur passen, gleichzeitig auch der jeweiligen Zeitepoche entsprechen.

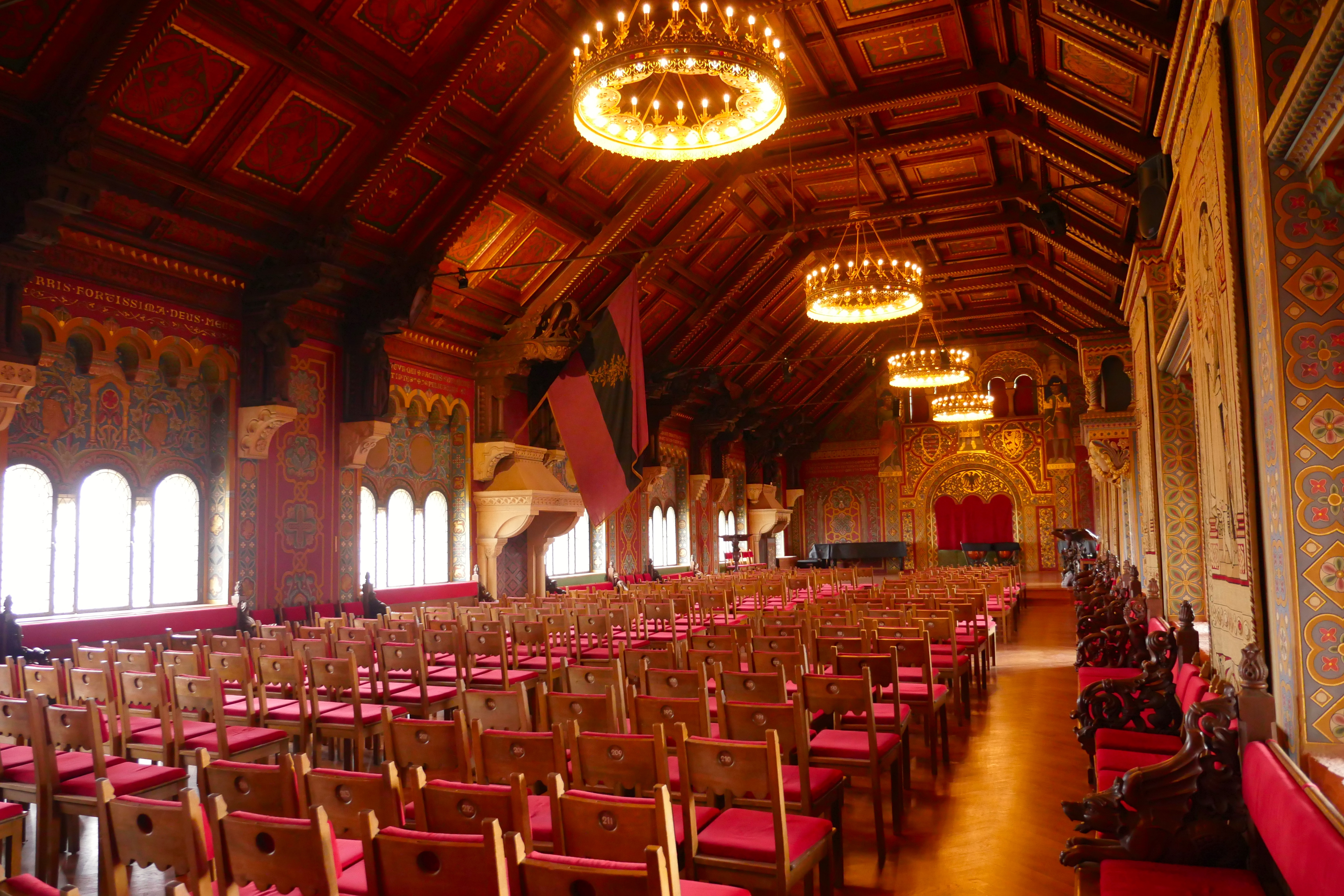
Festsaal der Wartburg
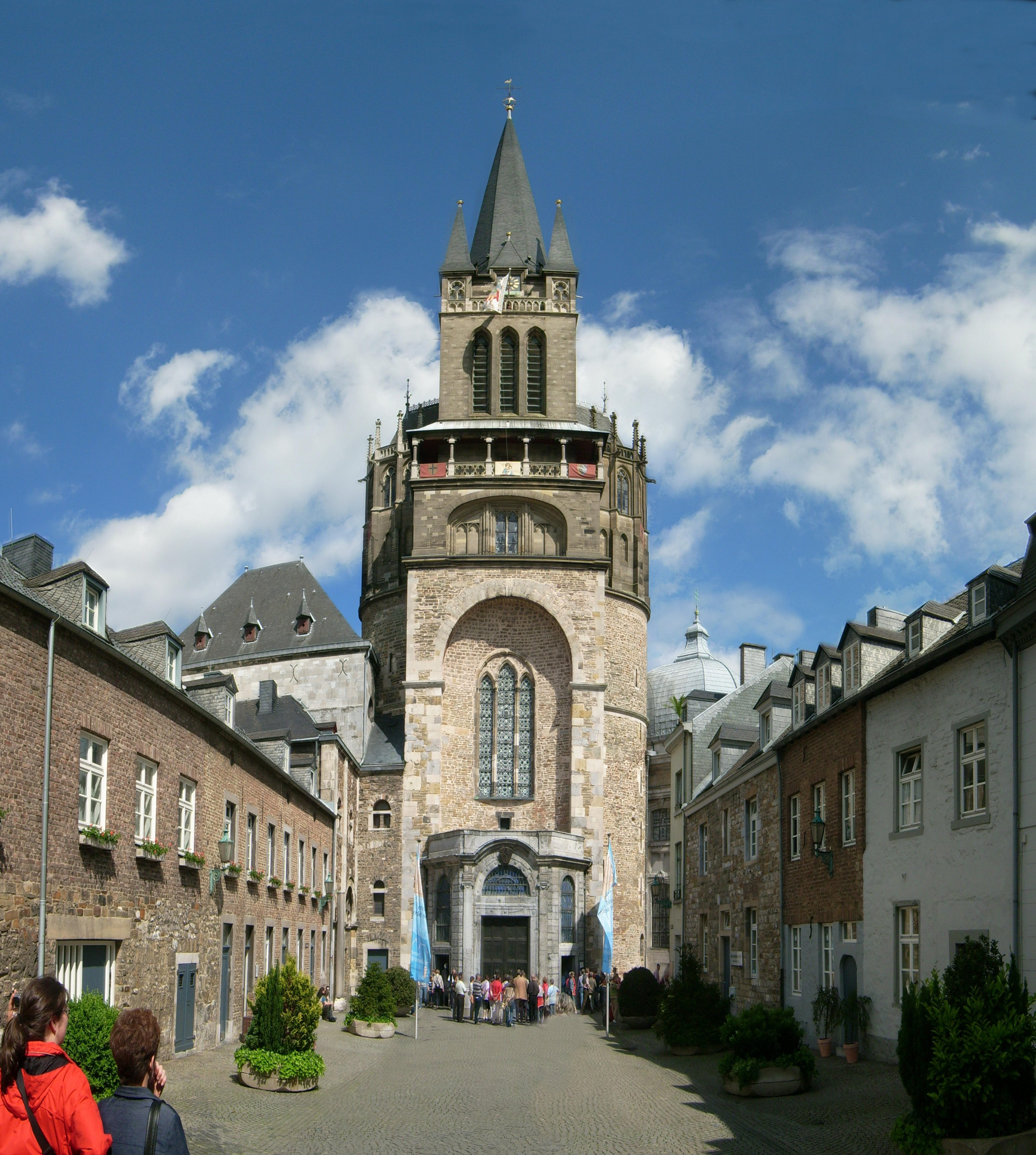
Aachener Domhof
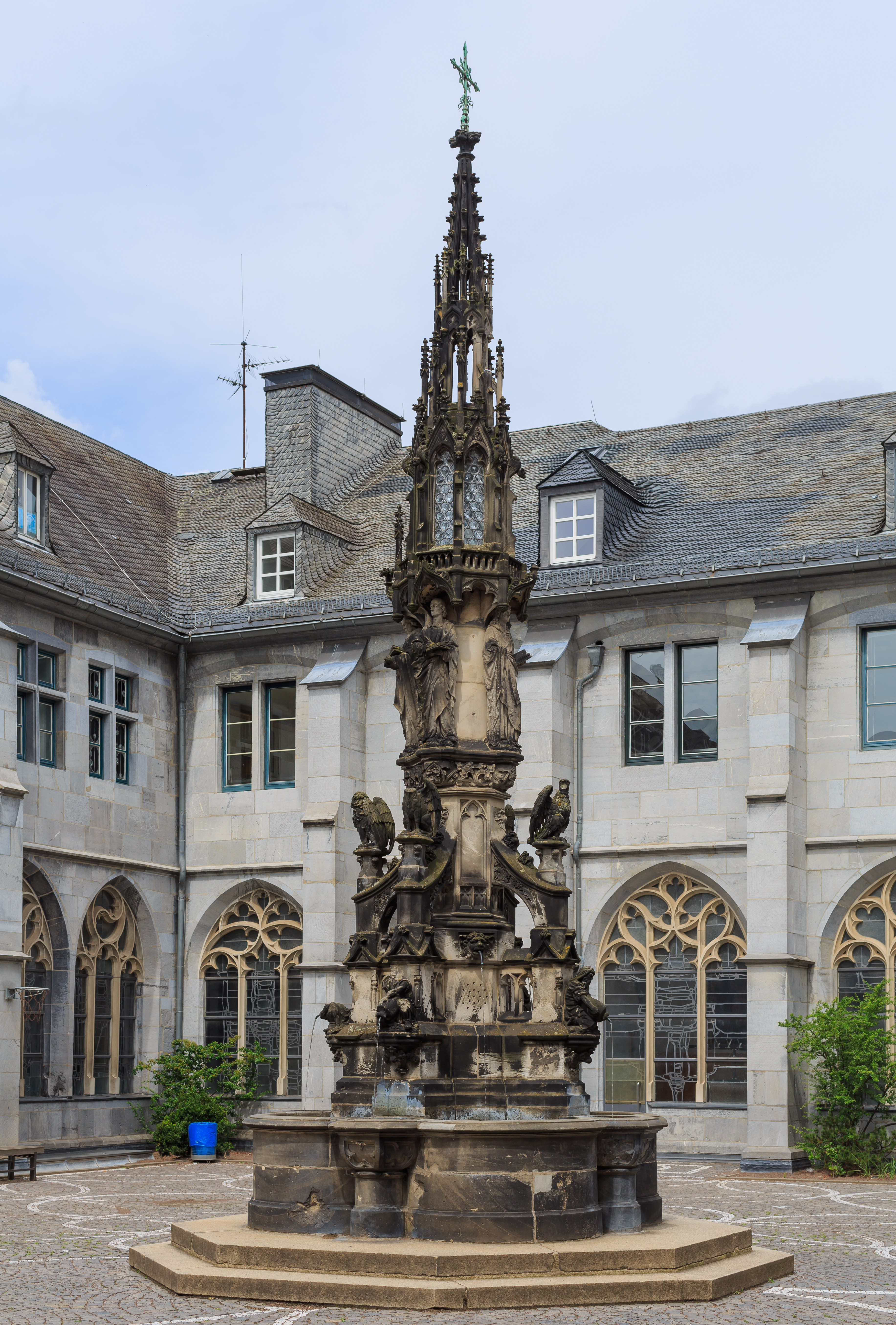
Paradiesbrunnen, Aachener Dom
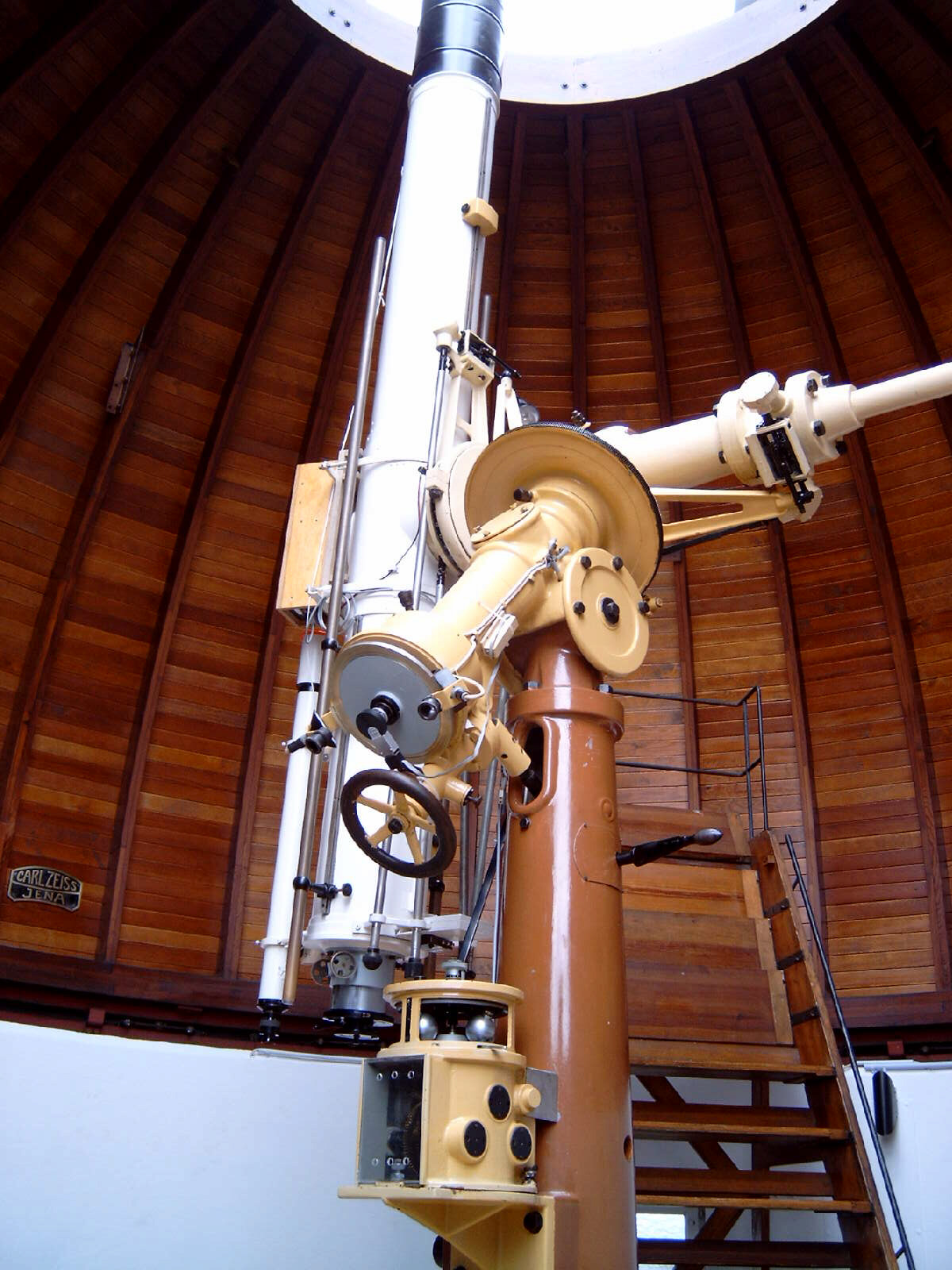
Volkssternwarte Aachen
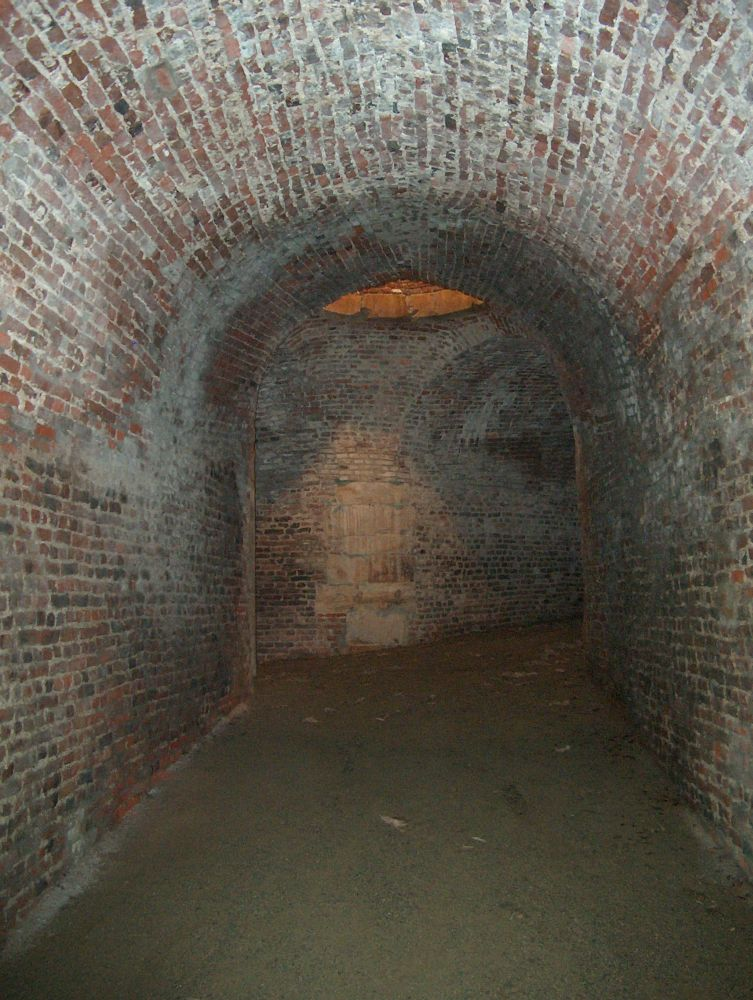
Zitadelle Jülich, Kasematte

Das Hauptquartier der Wächter sollte einer mittelalterlichen Festungsanlage gleichen. Filmarbeiten für Szenen im „Drachensaal“ fanden im Festsaal der Wartburg bei Eisenach statt. Einige Treppenaufgänge und Arkaden dienten zusätzlich als Motive, doch der Großteil der Szenen in den „unterirdischen Geheimgängen der Loge“ wurden in den Kasematten der Zitadelle Jülich gedreht. Auch die historischen Gemäuer des Rathauses Mühlhausen, darunter die große Ratsstube, das dortige Reichsstädtische Archiv und die Pförtnerloge wurden als Räumlichkeiten der Loge ausgestattet. Die Dreharbeiten von „Madame Rossinis Schneideratelier“ wurden wiederum im Coburger Schloss Callenberg vorgenommen, in der dortigen Schlosskapelle. Als Kulisse für das „Observatorium des Geheimordens“ diente die Volkssternwarte Aachen mit ihrem historischen Teleskop, am Paradiesbrunnen im Quadrum des Aachener Domes wurde der Diebstahl des Chronografen gedreht. Der Domhof selbst wurde als „Außenbereich des Hauptquartiers“ mithilfe unterschiedlich historischer Straßenlaternen, Autos mit britischen Kennzeichen oder antiken Pferdekutschen in sogar drei unterschiedliche Epochen verwandelt.
Die Filmsequenz Weihnachten 1942, als Gwendolyn und Gideon in das Observatorium der Geheimloge einschleichen, wird von Regisseur Felix Fuchssteiner wie folgt beschrieben: „Letztlich klettern Gwen und Gideon in der Wartburg die Treppe hoch, sind dann in Aachen im Observatorium, Gwen fällt aus dem Observatorium raus nach Coburg in den Innenhof, geht durch die Tür und kommt in Jülich an.“

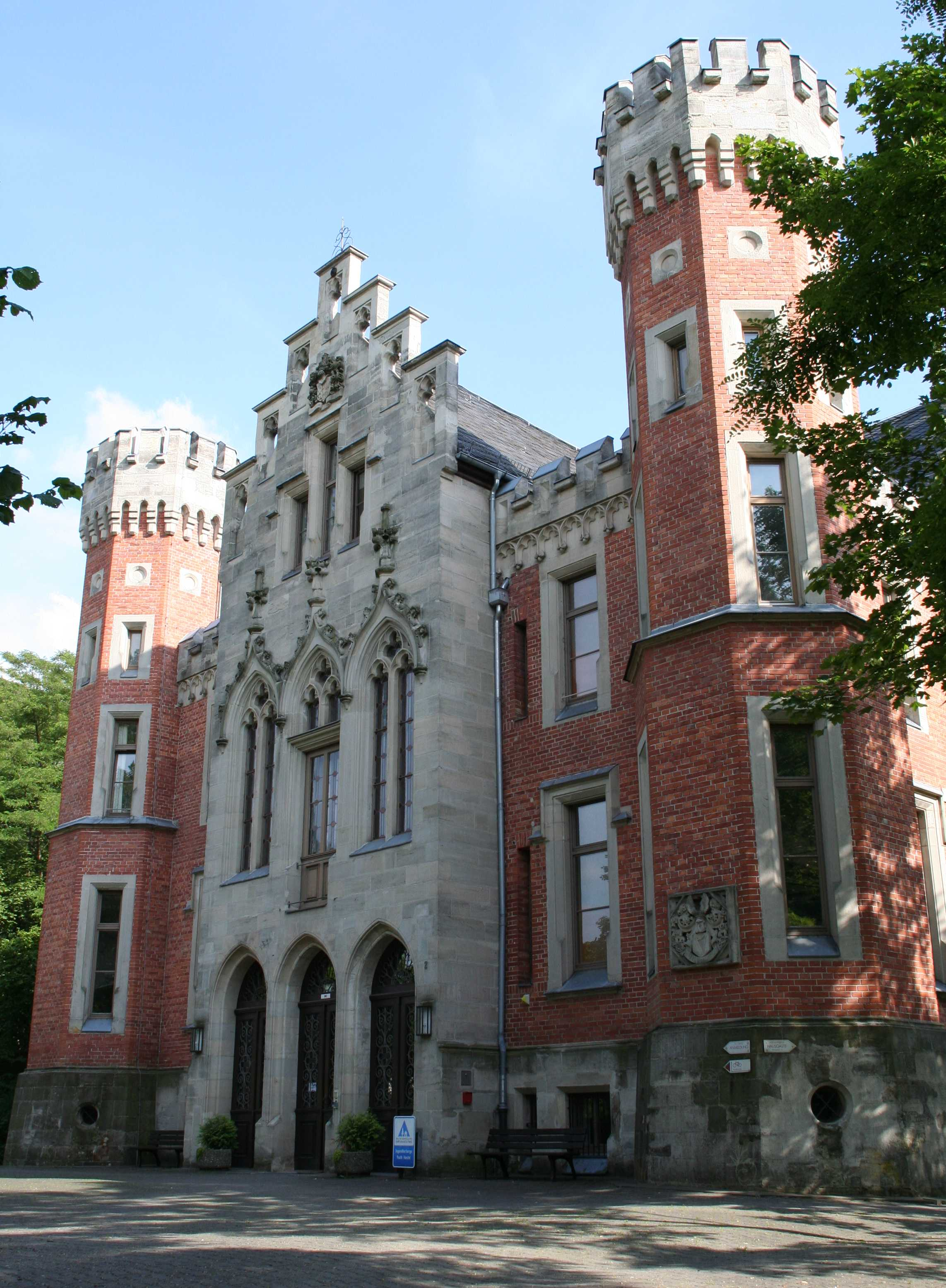
Schloss Ketschendorf, Coburg
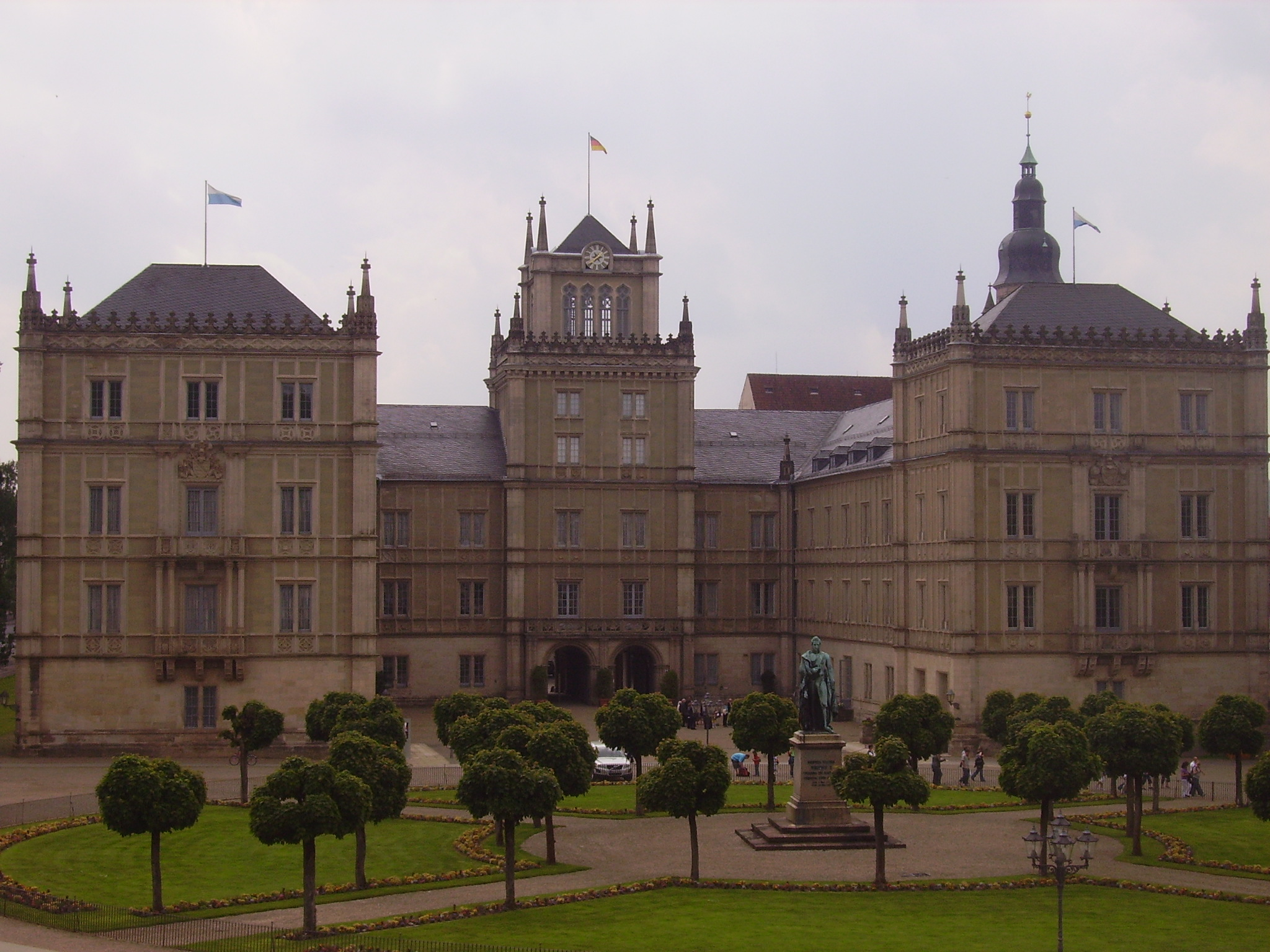
Schlossplatz Coburg
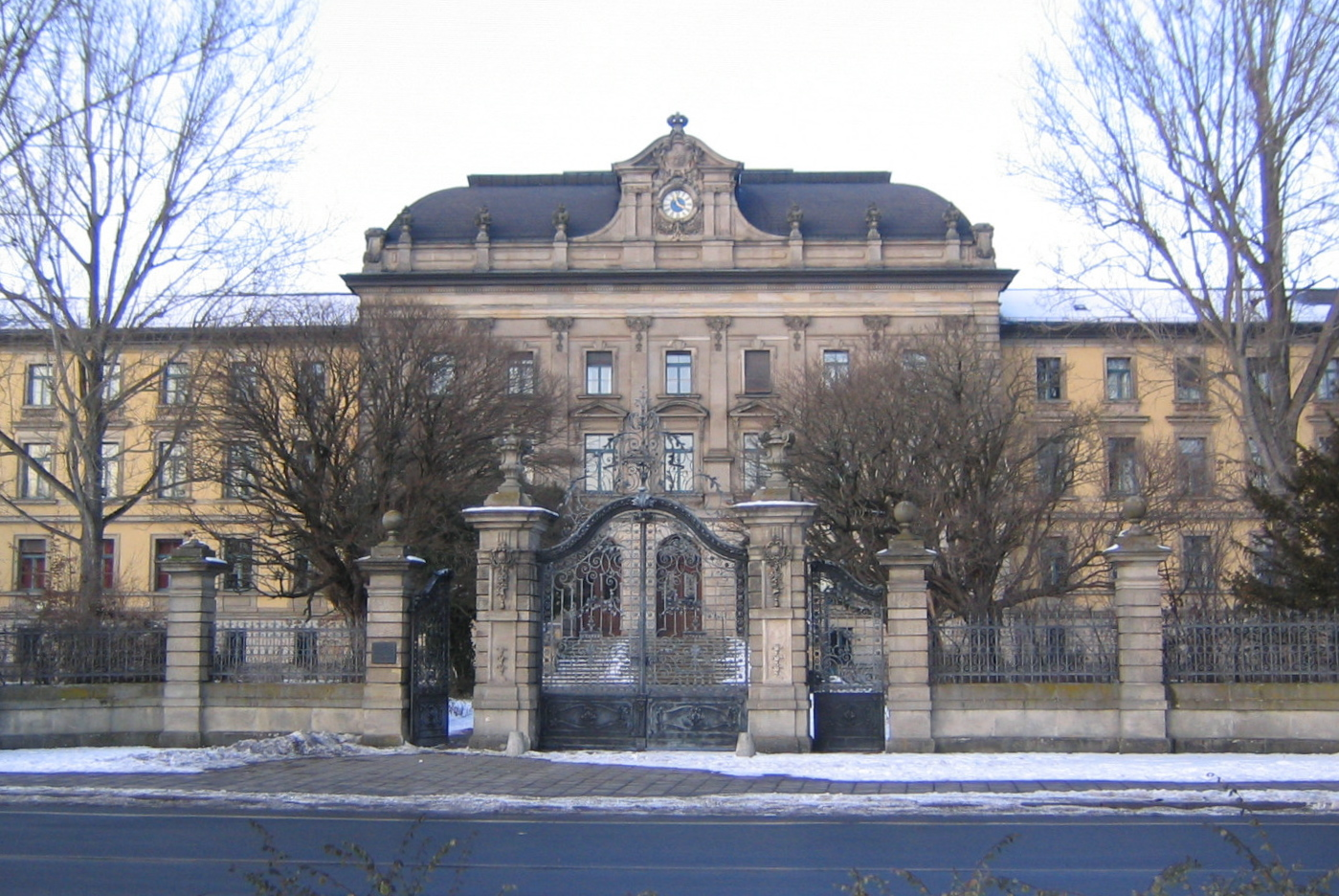
Markgräfin-Wilhelmine-Gymnasium in Bayreuth
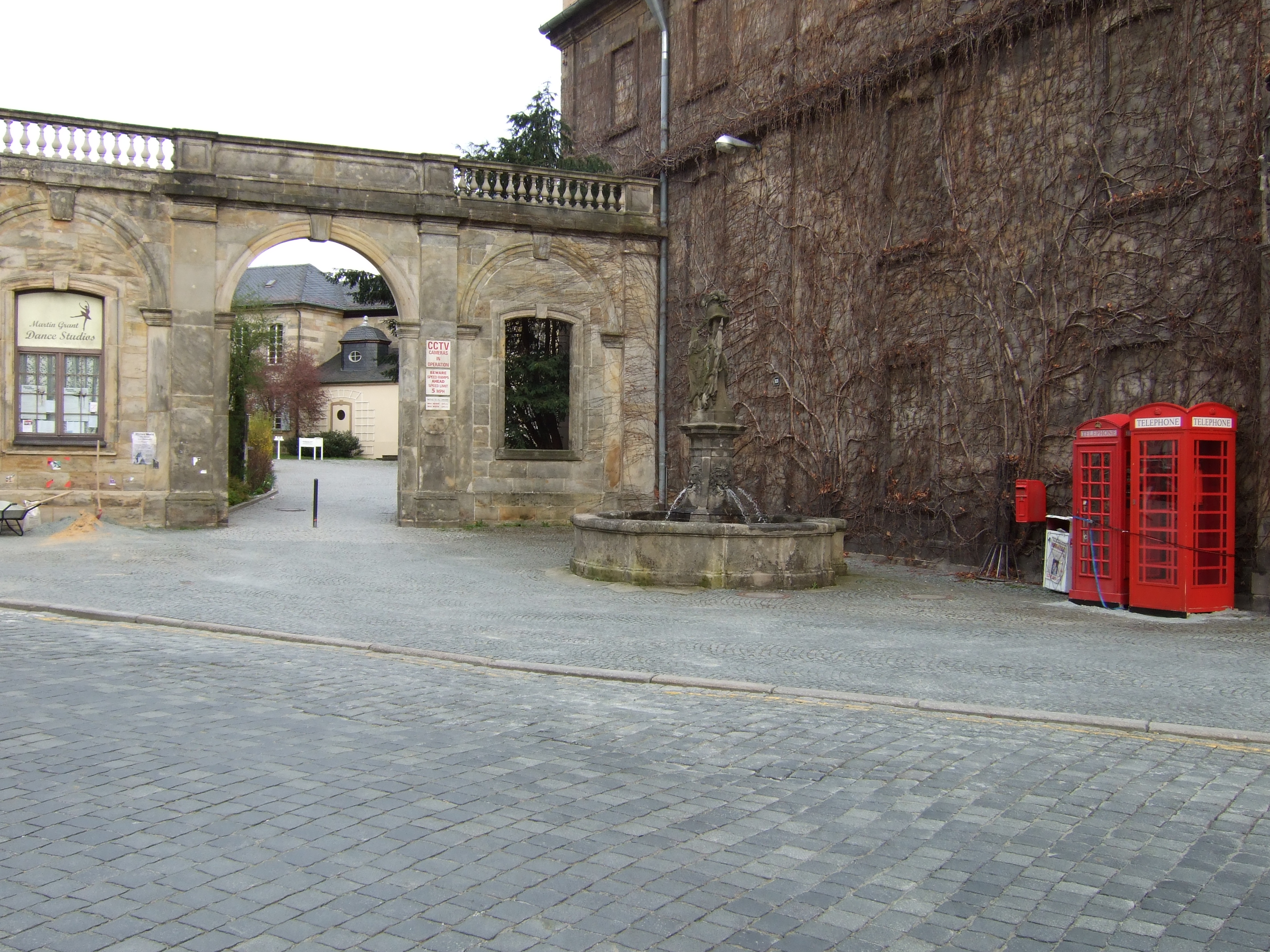
Ludwigstraße in Bayreuth mit Filmrequisiten
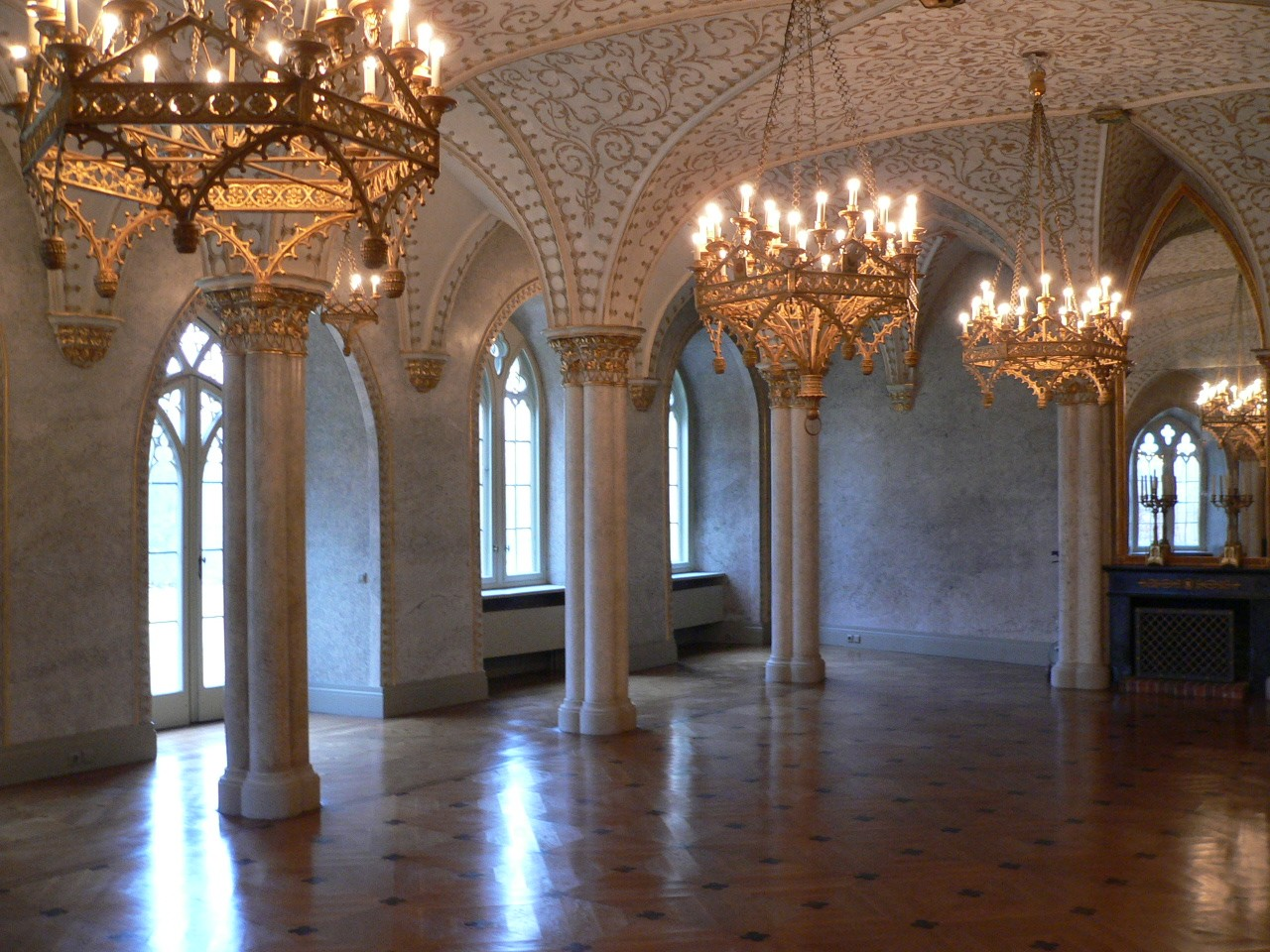
Marmorsaal im Schloss Rosenau, Coburg

Das Coburger Schloss Ketschendorf im Baustil der Neugotik diente als Hauptmotiv für das „Haus Montrose“, den Wohnsitz von Gwendolyns Familie. Da die jetzige Jugendherberge leer stand, hatten die Szenenbildner freie Hand beim Ausstatten der Räume für die Jahre 1994 und 2010.
Die meisten Innenaufnahmen zu den Schulszenen der „St. Lennox High“ fanden im Bayreuther Markgräfin-Wilhelmine-Gymnasium während der Osterferien 2012 statt, nur der „Kirschblütenball“ wurde im Marmorsaal des Coburger Schlosses Rosenau gedreht. Für die Außenaufnahmen des Colleges wählte man Schloss Ehrenburg mit seiner neugotischen Fassade und dem dazugehörigen weiträumigen Schlossplatz, der als „Schulparkplatz“ durch das Aufstellen britischer roter Telefonzellen und Briefkästen umgewandelt wurde.
Für Gwendolyns ersten Zeitsprung wurde Mitte April 2012 die Bayreuther Ludwigsstraße eine Woche lang in das viktorianische London verwandelt. Dazu wurden Verkehrsschilder abmontiert, zusätzliche Sprossen an den der Straße zugewandten Fenstern befestigt, historische Laternen und Lampen aufgestellt, zeitgenössische englische Straßen- und Werbeschilder angebracht und die Straße mit vielen kostümierten Komparsen, Pferdekutschen und Oldtimern belebt.
Das Motiv für den Besuch bei Lady Tilney im Jahr 1912 war eine luxuriöse Villa in Eisenach am Reuterweg. Der Überfall in der Kutsche im Jahr 1787 hingegen wurde am Decksteiner Weiher in Köln alias „Hyde Park“ inszeniert, dabei erhielt Kerstin Gier einen Cameo-Auftritt als „Spaziergängerin“, die über den plötzlich in der Gegenwart erscheinenden Zeitreisenden erschrickt. In den Action-Szenen übernahm Jannis Niewöhner weitestgehend selbst die Stunts; darauf vorbereitet war er durch ein intensives Fecht- und Nahkampftraining, das er im Vorfeld in Ungarn absolviert hatte.

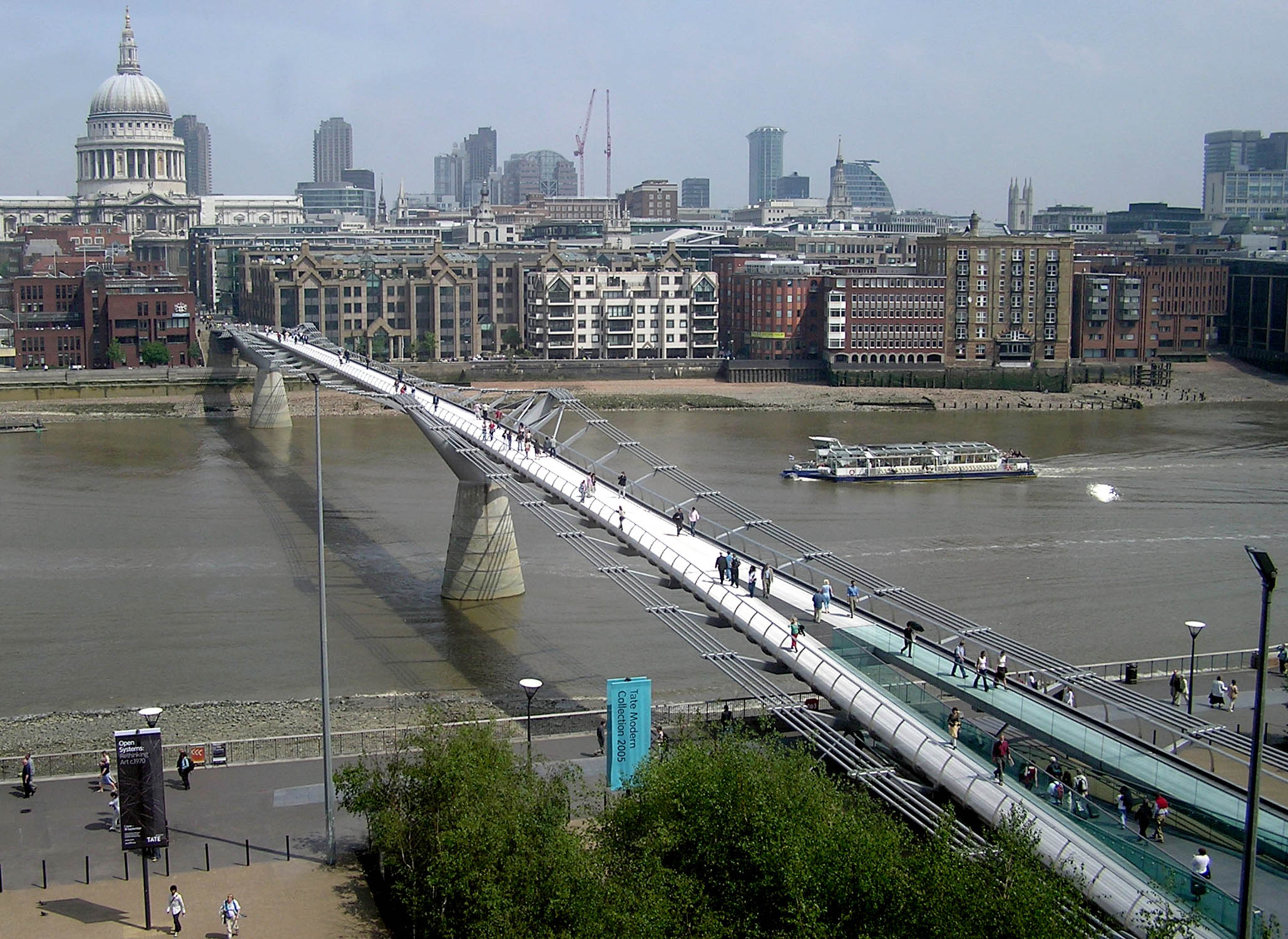
Millennium Bridge, London
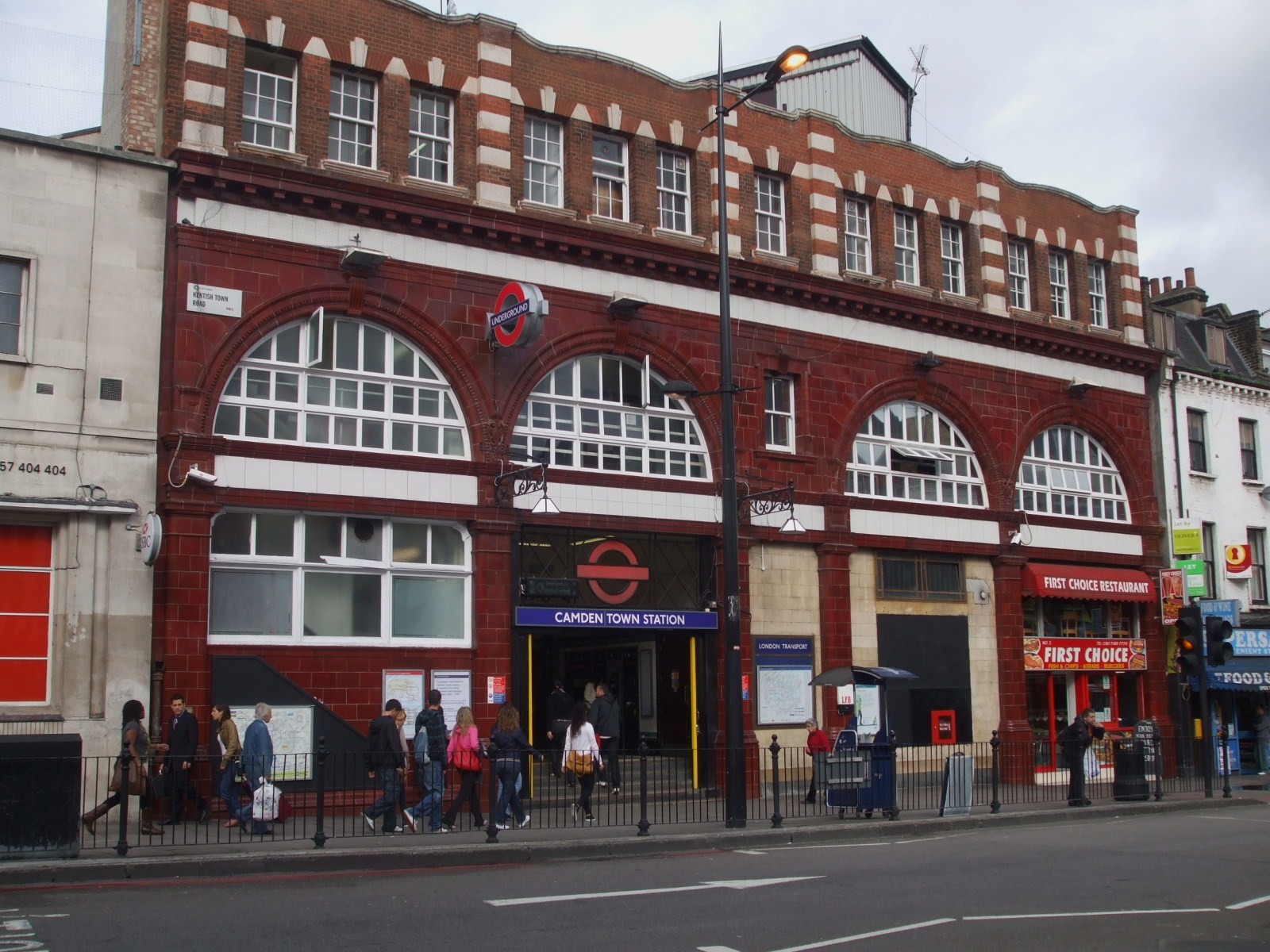
U-Bahn-Station Camden Town, London

Bei den viertägigen Dreharbeiten Ende April 2012 in London an den Originalschauplätzen waren als einzige Darsteller Maria Ehrich, Jannis Niewöhner und Laura Berlin vor Ort. Szenen wie beispielsweise das Telefonat von Gwendolyn auf der Millennium Bridge, der Schulheimweg von Gwen entlang der Camden High Street, Gwens nächtliche Fahrradtour und das Treffen von Gwen und Gideon an der Tower Bridge wurden ohne Absperrung bei regulärem Betrieb aufgenommen. Die Luftaufnahmen wurden vor Ort aus einem Helikopter heraus gemacht.

### Musik
Am 8. März 2013 erschien der Soundtrack zum Film bei Sony Classical. Dieser beinhaltet sowohl das Titellied Faster von Sofi de la Torre als auch die Songs The Perfect Fall, Recognise Me und Wings von derselben Künstlerin.
Der klassische Score, eingespielt durch die Staatskapelle Weimar, wurde  im Volkshaus Jena aufgenommen und stammt aus der Feder des Filmkomponisten Philipp F. Kölmel.

### Veröffentlichung
Der Film hatte am 5. März 2013 Weltpremiere in München. Der reguläre Kinostart in Deutschland war am 14. März 2013. Die DVD und Blu-ray erschienen am 30. September 2013.

## Unterschiede zum Buch
| Buch | Film |
| --- | --- |
| In der Eröffnungsszene landen Paul und Lucy 1912 im Hyde-Park. Sie sind gerade mit dem Chronografen in die Vergangenheit geflohen. Die Wächter der Loge wissen nicht genau, wann Paul und Lucy mit dem Chronografen in die Vergangenheit geflohen sind und gehen von einem Zeitpunkt einige Wochen vor Gwendolyns Geburt aus.                                                                         | In der Eröffnungsszene werden Paul und Lucy von Mitgliedern der Loge verfolgt und in einem Innenhof gestellt. Falk de Villiers schießt auf sie, als sie mit dem Chronografen in die Vergangenheit fliehen. Die Wächter kennen somit den exakten Zeitpunkt der Flucht von Paul und Lucy.                                          |
| Gwen weiß vom Zeitreise-Gen in ihrer Familie, geht aber wie alle anderen davon aus, dass ihre Cousine Charlotte es geerbt hat. Als ihr mehrfach schwindelig wird, ahnt sie, dass sie das Gen selbst haben könnte (der Initialsprung passiert bei Zeitreisenden etwa ab dem sechzehnten Geburtstag).                                                                                                   | Gwen erfährt erst, dass es sich bei dem Gen in ihrer Familie um ein Zeitreisegen handelt, als sich herausstellt, dass sie es hat. |
| Bei ihrem Initialsprung ca. ins Jahr 1906 sind Passanten lediglich irritiert, als Gwen sie nach dem Jahr fragt und ignorieren sie. | Bei ihrem Initialsprung in der Vergangenheit erregt Gwen Aufsehen und wird vor der Tür ihres Zuhauses für eine Diebin gehalten, ein Mann versucht sie festzunehmen. Der Film mischt Elemente des ersten und zweiten Zeitsprungs aus dem Buch.                                                                                    |
| Bei ihrem zweiten, wieder unkontrollierten Zeitsprung in der folgenden Nacht versteckt sich Gwen in ihrem Zuhause, im 3. Stock, vor Dienstboten, wird für eine Diebin gehalten und von einem Diener erst verfolgt und dann von sämtlichen Bediensteten im ganzen Haus gesucht. Hierbei macht Gwen auch "Bekanntschaft" mit dem ausgestopften Krokodil, als sie sich in einer Abstellkammer versteckt. | Bei ihrem zweiten, wieder unkontrollierten Zeitsprung in der folgenden Nacht trifft Gwen in ihrem Zuhause ihren Großvater Lucas Montrose. Im Buch wird er zwar bereits erwähnt. Er kommt aber selbst erst im zweiten Band in der Edelstein-Trilogie, Saphirblau, vor.                                                            |
| Geburtstagsfeiern von Charlotte und Gwen werden nicht thematisiert. | Der 16. Geburtstag von Gwens Cousine Charlotte wird als große Party mit vielen Gästen gefeiert. |
| Gwen sieht Gideon zum ersten Mal bei ihrem dritten unkontrollierten Zeitsprung in ihrer Schule. Sie springt ins 18. Jahrhundert, ihre Schule ist zu diesem Zeitpunkt das Palais der Pimplebottoms, den Eltern des Schulgeistes James. Gideon sieht sie nicht. Beide treffen sich zum ersten Mal in Temple.                                                                                            | Gwen sieht Gideon zum ersten Mal bei Charlottes großer Geburtstagsparty. |
| Falk de Villiers hat graue, schulterlange Haare und bernsteinfarbene Augen | Falk de Villiers hat dunkle Haare und dunkle Augen. |
| Die Mitglieder der Loge sind überzeugt, mit ihrer Mission, den Blutkreis im Chronografen zu schließen, dem Wohl der Menschheit zu dienen. Wozu sie wirklich dient, lässt das Buch offen; die Frage wird erst im dritten Teil "Smaragdgrün" beantwortet. | Leslie vermutet bereits nach Gwens ersten Kontakten mit der Loge, dass ihre Mitglieder nach der Weltherrschaft streben würden. |
| Jedes Mitglied aus dem inneren Kreis besitzt den Ring der 12 Sterne (auf dem Ring ist ein zwölfzackiger Stern zu sehen). Auch Gideon besitzt einen. Gwen hat keinen eigenen Ring, sie bekommt lediglich den von Thomas George für ihren vierten, noch unkontrollierten, aber beobachteten Zeitsprung geliehen.                                                                                        | Gwen bekommt in Temple von Falk de Villiers einen eigenen Ring, mit einem eingelassenen roten Stein, sehr wahrscheinlich ein Rubin. Alle Genträger besitzen einen Ring mit einem Stein in der Farbe des Edelsteins der sie repräsentiert.                                                                                        |
| Vor dem Rücksprung ihres vierten Zeitsprungs nimmt Gwendolyn im "Dokumentenraum" der Loge spontan einen Schlüssel an sich, um ihrer Freundin Leslie ein Souvenir aus der Vergangenheit mitzubringen. | Gwendolyn erhält zum Geburtstag eine Halskette mit Schlüssel von ihrer "Mum" Grace, die diesen von Lucy zur Weitergabe an Gwendolyns 16. Geburtstag verwahrte. |
| Gwens neunjährige Schwester Caroline spielt eine wichtige Rolle in ihrem Familienleben. | Gwens neunjährige Schwester Caroline kommt nicht vor. Es gibt im zweiten Film (Saphirblau) eine kurze Erwähnung seitens Großtante Maddy, die sagt, Caroline sei auf einem Internat. |
| Thomas George erklärt Gwendolyn, dass das Reisen in die eigene Lebenszeit mit dem Chronographen nicht möglich ist. Ein Zitat aus den Annalen der Wächter bestätigt dies, und führt es auf das Kontinuum zurück. Unkontrollierte Sprünge in die eigene Lebenszeuit seien nicht bekannt, werden aber mit großer Wahrscheinlichkeit ausgeschlossen, mit Verweis auf das Kontinuum.                       | Bei Gwendolyns zweitem Sprung (bei dem sie ihren Großvater Lucas Montrose trifft) wird erwähnt, dass Lucy und Paul soeben mit dem Chronographen in die Vergangenheit gereist sind, was erst nach Gwens Geburt passiert sein kann. Gwen reist somit in ihre eigene Lebenszeit.                                                    |
| Gwen sieht von klein auf Geister, in ihrer Kindheit in Durham z. B. den eines Wasserspeiers, in der Schule, seit sie diese besucht, den von James A.P. Pimplebottom. | Gwen kann erst ab ihrem 16. Geburtstag Geister sehen. |
| Der kleine Junge Robert, den Gwen als Geist sieht, ist der ertrunkene Sohn von Dr. White. | Der kleine Junge ist der verstorbene Bruder von Lucas Montrose. |
| Lady Arista und Dr. White streiten darüber, ob Paul oder Lucy den anderen zur Entwendung des Chronografen überredet hat. | Gwen und Gideon streiten darüber, ob Paul oder Lucy den anderen zur Entwendung des Chronografen überredet hat. |
| Madame Rossini wird als rundlich, klein und rotblond beschrieben. | Mme Rossini ist groß, schlank und dunkelhaarig. |
| Die erste gemeinsame Zeitreise machen Gwen und Gideon zum Grafen ins Jahr 1782. | Die Reihenfolge der gemeinsamen Zeitreisen von Gwendolyn und Gideon wurde vertauscht. Die erste gemeinsame Zeitreise machen Gwen und Gideon zu Lady Tilney ins Jahr 1912. |
| Nach dem Zeitsprung ins Jahr 1782 erklärt Gideon Gwen, dass Ereignisketten nicht unterbrochen werden dürfen und sie sonst möglicherweise nicht mehr geboren werden würde. | Vor dem Zeitsprung ins Jahr 1912 erklärt Gideon Gwen, dass Ereignisketten nicht unterbrochen werden dürfen und sie sonst möglicherweise nicht mehr geboren werden würde. |
| | Die Szenen der Fechtübung von Gideon und Falk de Villiers, beim Inder, Gwens Kreditkarte, der Kirschblütenball, die zeremonielle Aufnahme in der Loge, das „Stöbern“ und Übernachten im Archiv sowie Gwens Sturz vom Dach kommen im Buch nicht vor. Außerdem erzählt Gwen im Film Mr. George und Gideon von der Szene beim Ball. |
| Der Graf würgt Gwendolyn mithilfe von Telekinese. Sie erzählt davon nichts. | Als der Graf Gwendolyn mithilfe von Telekinese würgt, bemerkt Gideon die Bedrohung und kann auch später noch die Würgemale am Hals erkennen. |
| Gwendolyn und Gideons Beziehung wendet sich am Ende, sie entdecken wie anziehend sie sich finden. | Gwen und Gideon beschließen am Ende, die Geheimnisse der Loge gemeinsam zu erforschen, dies geschieht in der Trilogie jedoch erst im letzten Band Smaragdgrün. |
| Die Prophezeiung ist jedem der Protagonisten bekannt. | Nur der Großmeister (und der Graf) kennt die Prophezeiung. |
| Es gibt die Regel, dass alle Zeitreisenden den Grafen nach dem Initiationssprung besuchen müssen. | Im Film möchte Gwendolyn zum Grafen. |
| Leslie ist blond und hat Sommersprossen, die für Schulgeist James ein Makel sind. | Leslie hat schwarze Haare und ist dunkelhäutig. James stört sich an ihrer Zahnspange. (Dieses Gerät in ihrem Gesicht) |
| Vor dem Sprung ins Jahr 1912 meint Falk de Villiers, Gideon sehe mit Schnurrbart aus wie ein Zirkusdirektor. | Vor dem Sprung ins Jahr 1912 meint Gwen, Gideon sehe mit Schnurrbart aus wie ein Zirkusdirektor. |
| Gwen und Gideon küssen sich, nach der Rückkehr ihrer Reise zu Lady Tilney ins Jahr 1912, zum ersten Mal im Beichtstuhl einer Kirche. Der Kuss lenkt Gwen so ab, dass sie nicht merkt, dass sie und Gideon wieder in die Gegenwart gesprungen sind. | Gwen und Gideon küssen sich nur beinahe im Beichtstuhl, sie werden durch den Zeitsprung unterbrochen, der beide aus dem Beichtstuhl schleudert. Der erste Kuss findet auf dem Schulball (am Ende des Films) statt. |

## Rezeption
„Die Zeitreise-Szenen machen Appetit auf mehr, aber bei der Liebesgeschichte springt der Funke (noch) nicht so recht über: Felix Fuchssteiners Verfilmung des Jugendbuch-Bestsellers ist ein ordentlicher Film, vor allem jedoch das Versprechen auf eine noch bessere Fortsetzung.“

„‚Rubinrot‘ eignet sich am besten für ein weibliches Jugendpublikum oder für Fans der Buchreihe. Aber auch Erwachsene und Nichtkenner können durch die interessante Geschichte und der detaillierten Schilderung in schönen Bildern unterhalten werden.“

„Wo bei ‚Rubinrot‘ Effekte zum Einsatz kommen, funktionieren sie sehr gut. Trotzdem wirkt das Ganze an manchen Stellen etwas zu gezwungen ‚international‘. Wenn deutsche Darsteller ‚Mum‘ und ‚Dad‘ sagen, nimmt man ihnen das einfach nicht so ganz ab. Dass die Figuren auf englischen Websites surfen und englische SMS schreiben, sollte das wohl vertuschen, verwirrt aber nur. Das hat der Film gar nicht nötig.“

„Einige dramaturgische Holprigkeiten überdeckt vor allem die überzeugende Hauptdarstellerin.“

## Zuschauerzahlen und Einspielergebnis
Der Film erreichte gut 480.000 Kinozuschauer und ein Einspielergebnis von 3,4 Millionen Euro. Das weltweite Einspielergebnis wird mit 5,5 Millionen US-Dollar angegeben.

## Auszeichnungen
2013 wurde die Filmmusik von Philipp F. Kölmel für den International Film Music Critics Award (IFMCA) in der Kategorie „Beste Filmmusik eines Action-/Abenteuerfilms/Thrillers“ nominiert. Hauptdarsteller Jannis Niewöhner erhielt ein Jahr später eine Nominierung für den New Faces Award als „Bester Nachwuchsschauspieler“.

## Fortsetzung
Im September 2013 wurde die Produktion des zweiten Teiles Saphirblau angekündigt. Der Film erschien am 14. August 2014 in den Kinos.